# Producto tensorial proyectivo
En análisis funcional, un área de las matemáticas, el producto tensorial proyectivo de dos espacios localmente convexos es una estructura de espacio vectorial topológico natural en su producto tensorial. Es decir, dados los espacios vectoriales topológicos localmente convexos {\displaystyle X} e {\displaystyle Y}, la topología proyectiva, o topología p, en {\displaystyle X\otimes Y} es la topología más fuerte que hace de {\displaystyle X\otimes Y} un espacio vectorial topológico localmente convexo tal que la aplicación canónica {\displaystyle (x,y)\mapsto x\otimes y} (de {\displaystyle X\times Y} a {\displaystyle X\otimes Y}) es continua. Cuando está equipado con esta topología, {\displaystyle X\otimes Y} se denota como {\displaystyle X\otimes _{\pi }Y} y se denomina producto tensorial proyectivo de {\displaystyle X} e {\displaystyle Y}.

## Definiciones
Sean {\displaystyle X} e {\displaystyle Y} espacios vectoriales topológicos localmente convexos. Su producto tensor proyectivo {\displaystyle X\otimes _{\pi }Y} es el único espacio vectorial topológico localmente convexo con el espacio vectorial subyacente {\displaystyle X\otimes Y} que tiene la siguiente propiedad universal:
Para cualquier espacio vectorial topológico localmente convexo {\displaystyle Z}, si {\displaystyle \Phi _{Z}} es la aplicación canónica desde el espacio vectorial de aplicaciones bilineales {\displaystyle X\times Y\to Z} al espacio vectorial de aplicaciones lineales {\displaystyle X\otimes Y\to Z}; entonces la imagen de la restricción de {\displaystyle \Phi _{Z}} a las aplicaciones bilineales continuas es el espacio de las aplicaciones lineales continuas {\displaystyle X\otimes _{\pi }Y\to Z}.
Cuando las topologías de {\displaystyle X} e {\displaystyle Y} son inducidas por una seminorma, la topología de {\displaystyle X\otimes _{\pi }Y} es inducida por seminormas construidas a partir de aquellas en {\displaystyle X} e {\displaystyle Y} de la siguiente manera. Si {\displaystyle p} es una seminorma en {\displaystyle X} y {\displaystyle q} es una seminorma en {\displaystyle Y}, se define su producto tensorial {\displaystyle p\otimes q} como la seminorma en {\displaystyle X\otimes Y} dada por
{\displaystyle (p\otimes q)(b)=\inf _{r>0,\,b\in rW}r}
para todo {\displaystyle b} en {\displaystyle X\otimes Y}, donde {\displaystyle W} es la envolvente convexa equilibrada del conjunto {\displaystyle \left\{x\otimes y:p(x)\leq 1,q(y)\leq 1\right\}}. La topología proyectiva en {\displaystyle X\otimes Y} se genera mediante la colección de dichos productos tensoriales de las seminormas en {\displaystyle X} e {\displaystyle Y}.
Cuando {\displaystyle X} e {\displaystyle Y} son espacios normados, esta definición aplicada a las normas en {\displaystyle X} e {\displaystyle Y} da una norma, llamada norma proyectiva, en {\displaystyle X\otimes Y} que genera la topología proyectiva.

## Propiedades
Siempre se supone que todos los espacios son localmente convexos. El símbolo {\displaystyle X{\widehat {\otimes }}_{\pi }Y} denota la completación del producto tensorial proyectivo de {\displaystyle X} e {\displaystyle Y}.
- Si {\displaystyle X} e {\displaystyle Y} son ambos espacios de Hausdorff, entonces también lo es {\displaystyle X\otimes _{\pi }Y};[3] si {\displaystyle X} e {\displaystyle Y} son espacios de Fréchet, entonces {\displaystyle X\otimes _{\pi }Y} es barrilado.[4]
- Para dos operadores lineales continuos cualesquiera {\displaystyle u_{1}:X_{1}\to Y_{1}} y {\displaystyle u_{2}:X_{2}\to Y_{2}}, su producto tensorial (como aplicaciones lineales) {\displaystyle u_{1}\otimes u_{2}:X_{1}\otimes _{\pi }X_{2}\to Y_{1}\otimes _{\pi }Y_{2}} es continuo.[5]
- En general, el producto tensorial proyectivo no respeta subespacios (por ejemplo, si {\displaystyle Z} es un subespacio vectorial de {\displaystyle X}, entonces el EVT {\displaystyle Z\otimes _{\pi }Y} tiene en general una topología más gruesa que la topología del subespacio heredada de {\displaystyle X\otimes _{\pi }Y}).[6]
- Si {\displaystyle E} y {\displaystyle F} son subespacios complementados de {\displaystyle X} e {\displaystyle Y,} respectivamente, entonces {\displaystyle E\otimes F} es un subespacio vectorial complementado de {\displaystyle X\otimes _{\pi }Y} y la norma proyectiva en {\displaystyle E\otimes _{\pi }F} es equivalente a la norma proyectiva en {\displaystyle X\otimes _{\pi }Y} restringida al subespacio {\displaystyle E\otimes F}. Además, si {\displaystyle X} y {\displaystyle F} se complementan con proyecciones de la norma 1, entonces {\displaystyle E\otimes F} se complementa con una proyección de la norma 1.[6]
- Sean {\displaystyle E} y {\displaystyle F} subespacios vectoriales de los espacios de Banach {\displaystyle X} e {\displaystyle Y}, respectivamente. Entonces {\displaystyle E{\widehat {\otimes }}F} es un subespacio del EVT {\displaystyle X{\widehat {\otimes }}_{\pi }Y} si y solo si cada forma bilineal acotada en {\displaystyle E\times F} se extiende a una forma bilineal continua en {\displaystyle X\times Y} con la misma norma.[7]

## Completación
En general, el espacio {\displaystyle X\otimes _{\pi }Y} no está completo, incluso si tanto {\displaystyle X} como {\displaystyle Y} están completos (de hecho, si {\displaystyle X} e {\displaystyle Y} son espacios de Banach de dimensión infinita, entonces {\displaystyle X\otimes _{\pi }Y} no es necesariamente completo). Sin embargo, {\displaystyle X\otimes _{\pi }Y} siempre se puede embeber linealmente como un subespacio vectorial denso de algún EVT localmente convexo completo, que generalmente se denota como {\displaystyle X{\widehat {\otimes }}_{\pi }Y}.
El espacio dual continuo de {\displaystyle X{\widehat {\otimes }}_{\pi }Y} es el mismo que el de {\displaystyle X\otimes _{\pi }Y}, es decir, el espacio de formas bilineales continuas {\displaystyle B(X,Y)}.

### Representación de Grothendieck de elementos en la completación
En un espacio localmente convexo de Hausdorff {\displaystyle X,} una sucesión {\displaystyle \left(x_{i}\right)_{i=1}^{\infty }} en {\displaystyle X} es absolutamente convergente si {\displaystyle \sum _{i=1}^{\infty }p\left(x_{i}\right)<\infty } para cada seminorma continua {\displaystyle p} en {\displaystyle X.} Se escribe {\displaystyle x=\sum _{i=1}^{\infty }x_{i}} si la sucesión de sumas parciales {\displaystyle \left(\sum _{i=1}^{n}x_{i}\right)_{n=1}^{\infty }} converge a {\displaystyle x} en {\displaystyle X.}
El siguiente resultado fundamental en la teoría de productos tensoriales topológicos se debe a Alexander Grothendieck.
| Teorema Sean {\displaystyle X} y {\displaystyle Y} EVTs localmente convexos metrizables, y sea {\displaystyle z\in X{\widehat {\otimes }}_{\pi }Y.} Entonces, {\displaystyle z} es la suma de una serie absolutamente convergente {\displaystyle z=\sum _{i=1}^{\infty }\lambda _{i}x_{i}\otimes y_{i}} donde {\displaystyle \sum _{i=1}^{\infty }\|\lambda _{i}\|<\infty ,} y {\displaystyle \left(x_{i}\right)_{i=1}^{\infty }} y {\displaystyle \left(y_{i}\right)_{i=1}^{\infty }} son sucesiones nulas en {\displaystyle X} e {\displaystyle Y} respectivamente. |

El siguiente teorema muestra que es posible hacer que la representación de {\displaystyle z} sea independiente de las sucesiones {\displaystyle \left(x_{i}\right)_{i=1}^{\infty }} y {\displaystyle \left(y_{i}\right)_{i=1}^{\infty }.}.
| Teeorema Sean {\displaystyle X} e {\displaystyle Y} espacios de Fréchet y {\displaystyle U} (respectivamente, {\displaystyle V}) un entorno abierto equilibrado del origen en {\displaystyle X} (respectivamente en {\displaystyle Y}). Sea {\displaystyle K_{0}} un subconjunto compacto de la envolvente convexa equilibrada de {\displaystyle U\otimes V:=\{u\otimes v:u\in U,v\in V\}.}. Existe un subconjunto compacto {\displaystyle K_{1}} de la bola unitaria en {\displaystyle \ell ^{1}} y las sucesiones {\displaystyle \left(x_{i}\right)_{i=1}^{\infty }} y {\displaystyle \left(y_{i}\right)_{i=1}^{\infty }} contenidas en {\displaystyle U} y {\displaystyle V,} respectivamente, que convergen al origen de modo que para cada {\displaystyle z\in K_{0}} existe algún {\displaystyle \left(\lambda _{i}\right)_{i=1}^{\infty }\in K_{1}}. tal que {\displaystyle z=\sum _{i=1}^{\infty }\lambda _{i}x_{i}\otimes y_{i}.} |

### Topología de la convergencia bilimitada
Sean {\displaystyle {\mathfrak {B}}_{X}} y {\displaystyle {\mathfrak {B}}_{Y}} las familias de todos los subconjuntos acotados de {\displaystyle X} e {\displaystyle Y,} respectivamente. Dado que el espacio dual continuo de {\displaystyle X{\widehat {\otimes }}_{\pi }Y} es el espacio de formas bilineales continuas {\displaystyle B(X,Y),} se puede colocar en {\displaystyle B(X,Y)} la topología de convergencia uniforme en conjuntos en {\displaystyle {\mathfrak {B}}_{X}\times {\mathfrak {B}}_{Y},} que también se denomina topología de convergencia bilimitada. Esta topología es más gruesa que la topología fuerte en {\displaystyle B(X,Y)}.(Grothendieck, 1955) Alexander Grothendieck estaba interesado en saber cuándo estas dos topologías eran idénticas. Esto es equivalente al problema siguiente: dado un subconjunto acotado {\displaystyle B\subseteq X{\widehat {\otimes }}Y,}, ¿existen subconjuntos acotados {\displaystyle B_{1}\subseteq X} y {\displaystyle B_{2}\subseteq Y} tales que {\displaystyle B} sea un subconjunto de la envolvente convexa cerrada de {\displaystyle B_{1}\otimes B_{2}:=\{b_{1}\otimes b_{2}:b_{1}\in B_{1},b_{2}\in B_{2}\}}?
Grothendieck demostró que estas topologías son iguales cuando {\displaystyle X} e {\displaystyle Y} son ambos espacios de Banach o ambos son espacios DF (una clase de espacios introducida por Grothendieck).
También son iguales cuando ambos espacios son de Fréchet y uno de ellos es nuclear.

### Dual fuerte y bidual
Sea {\displaystyle X} un espacio vectorial topológico localmente convexo y sea {\displaystyle X^{\prime }} su espacio dual continuo. Alexander Grothendieck caracterizó el dual y el bidual fuertes para determinadas situaciones:
| Teorema Sean {\displaystyle N} e {\displaystyle Y} espacios vectoriales topológicos localmente convexos, siendo {\displaystyle N} nuclear. Supóngase que tanto {\displaystyle N} como {\displaystyle Y} son espacios de Fréchet, o que ambos son son espacios DF. A continuación se denotan los espacios duales fuertes con un subíndice {\displaystyle b}: 1. El dual fuerte de {\displaystyle N{\widehat {\otimes }}_{\pi }Y} se puede identificar con {\displaystyle N_{b}^{\prime }{\widehat {\otimes }}_{\pi }Y_{b}^{\prime }}. 2. El bidual de {\displaystyle N{\widehat {\otimes }}_{\pi }Y} se puede identificar con {\displaystyle N{\widehat {\otimes }}_{\pi }Y^{\prime \prime }}. 3. Si {\displaystyle Y} es reflexivo, entonces {\displaystyle N{\widehat {\otimes }}_{\pi }Y} (y por tanto {\displaystyle N_{b}^{\prime }{\widehat {\otimes }}_{\pi }Y_{b}^{\prime }}) es un espacio reflexivo. 4. Cada forma bilineal continua por separado en {\displaystyle N_{b}^{\prime }\times Y_{b}^{\prime }} es continua. 5. Sea {\displaystyle L\left(X_{b}^{\prime },Y\right)} el espacio de aplicaciones lineales acotadas de {\displaystyle X_{b}^{\prime }} sobre {\displaystyle Y}. Entonces, su dual fuerte puede identificarse con {\displaystyle N_{b}^{\prime }{\widehat {\otimes }}_{\pi }Y_{b}^{\prime },}, por lo que, en particular, si {\displaystyle Y} es reflexivo, entonces {\displaystyle L_{b}\left(X_{b}^{\prime },Y\right)} también lo es. |

## Ejemplos
- Para {\displaystyle (X,{\mathcal {A}},\mu )} un espacio mesurable, sea {\displaystyle L^{1}} el espacio de Lebesgue real {\displaystyle L^{1}(\mu )}. Considérese ahora que {\displaystyle E} sea un verdadero espacio de Banach. Sea {\displaystyle L_{E}^{1}} la completación del espacio de funciones simples {\displaystyle X\to E}, módulo el subespacio de funciones {\displaystyle X\to E} cuyas normas puntuales, consideradas como funciones {\displaystyle X\to \mathbb {R} }, tienen integral {\displaystyle 0} con respecto a {\displaystyle \mu }. Entonces, {\displaystyle L_{E}^{1}} es isométricamente isomorfo a {\displaystyle L^{1}{\widehat {\otimes }}_{\pi }E}.[15]